# Течь перед разрушением
«Течь перед разрушением» (англ. leak before break; ТПР) — концепция строительства труб, при котором они не разрушаются полностью, а сначала допускают течь, которую можно обнаружить и которая не угрожает функционированию сооружения. Концепция применяется при строительстве корпусов ракет, газо- и нефтепроводов, сосудов под давлением, в ядерных реакторах и т. д.
Техническая реализация концепции впервые была описана Джорджем Рэнкином Ирвином в статье «Разрушение сосудов под давлением» (англ. Fracture of Pressure Vessels, 1963).
Наиболее активно концепция исследовалась для ядерных реакторов, поскольку их трубы содержат воду, утечка которой менее проблемна, чем утечка газа или нефти, а также поскольку такие трубы в ядерных реакторах находятся в помещениях, из-за чего утечки проще детектировать.
Газопроводы подвергаются продольным, сжимающим напряжениям и потому в газовой отрасли концепция «течь перед разрушением» обычно направлена на обнаружение осевых дефектов, а в ядерных реакторах трубы подвергаются давлению и потому концепция применяется для обнаружения окружных дефектов.